# George Owu
George Owu (Accra, 7 luglio 1982) è un ex calciatore ghanese, di ruolo portiere.

## Carriera

### Nazionale
È stato convocato ai Mondiali 2006 con la nazionale Nazionale ghanese.